# Taenaris selenides
Taenaris selenides är en fjärilsart som beskrevs av Otto Staudinger 1887. Taenaris selenides ingår i släktet Taenaris och familjen praktfjärilar. Inga underarter finns listade i Catalogue of Life.